# Ciobanu, Constanța
Ciobanu (în turcă Çoban-Kuyusu) este satul de reședință al comunei cu același nume din județul Constanța, Dobrogea, România. Se află în partea de vest a județului, în Podișul Hârșovei, la o distanță de 90 km de Constanta și 4 km de orașul Hârșova. La recensământul din 2002 avea o populație de 3153 locuitori.